# Piqûre acétique

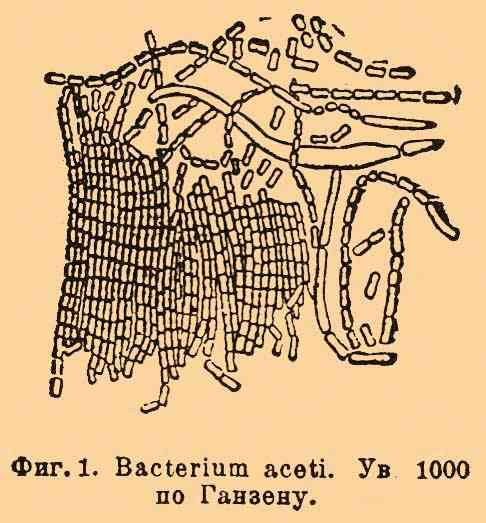
Bactéries acétiques

Une piqûre acétique est une dégradation de l'éthanol en acide acétique et acétate d'éthyle par des bactéries acétiques. Elle a notamment pour effet d'augmenter l'acidité volatile et de provoquer une fermentation acétique à l'origine du vinaigre.

## Origine

### Facteur biologique
Cette réaction qui produit également de l'acétate d'éthyle est activée par les bactéries acétiques ; elle peut se décliner en deux cas suivant la bactérie qui intervient :
- Acetobacter, qui forme un biofilm (voile) grisâtre, épais et cassant ;
- Acetixylinum, qui forme un biofilm visqueux, épais et rigide. Ce voile est aussi appelé mère de vinaigre.

### Conditions favorables
Ces conditions sont réunies quand :
- il y a un contact avec l'air, ce qui permet d'apporter de l'oxygène ;
- la température varie aux alentours de 23 °C, sans dépasser 28 °C, ce qui favorise l'activité bactérienne ;
- le pH est élevé ;
- le degré alcoolique est faible ;
- il n'y a pas de contrôle des populations bactérienne (par sulfitage, inertage, ensemencement de populations concurrentes, …)

## Réaction chimique
La réaction chimique est : CH3CH2OH + O2 → CH3COOH + H2O
Elle symbolise plus simplement le vin qui tourne en vinaigre par un processus bactérien.

## Traitements œnologiques
La piqûre est en théorie irréversible, mais le processus peut être stoppé facilement s'il est contrôlé à temps. La suite des opérations de vinification peut masquer la piqûre.

### Vinification
Lors de la cuvaison du vin rouge, le chapeau de marc et le moût sont vinifiés dans des cuves. Le dioxyde de carbone repousse à la surface le « chapeau » formé des peaux, pépins et rafles lors de la fermentation. Si le chapeau de marc reste en contact avec l'air, cela favorise la possibilité de piqûre acétique.
La masse solide doit donc être humidifiée, par un pigeage, un délestage ou un remontage, afin de remettre le chapeau de marc en contact avec la phase liquide du moût/vin. Un sulfitage ou l'inertage du haut de la cuve avec du CO2 permettent de limiter le développement des populations de bactéries. Lorsque la fermentation est très active, les levures produisent suffisamment de CO2 pour inerter naturellement la cuve.

### Élevage
Il faut veiller à l'ouillage régulier des fûts et à préserver une bonne hygiène. Un sulfitage permet d'endiguer un processus de piqûre acétique. Une filtration stérile ou une pasteurisation permet également d'éliminer les bactéries acétiques.